# Kiến Phúc
Kiến Phúc, född 1868, död 1884. Vietnamesisk kejsare som regerade en kort tid 1883-1884. Han var brorson till de tidigare monarkerna Tự Đức och Hiệp Hoà och var väldigt ung när han tillträdde. Makten låg hos en ledande mandarin och Tự Đứcs änka Hoc Phi. Kiến Phúc undanröjdes antagligen genom att gift lades i den sjukliga kungens medicin. Han kom att efterträdas av sin halvbror Hàm Nghi.